# ウィリアム・クィルター
ウィリアム・クィルター（William Quilter, 1808年 - 1888年）は、イギリスの会計士。株主が監査を行うことを不適当であるとし、「監査の独立性」を強く主張した。
息子に株式ブローカーから庶民院議員になった准男爵カスバート・クィルターがいる。

## 関連事項
- エディンバラ会計士協会
- スコットランド勅許会計士協会 (ICAS)

| スタブアイコン | サブスタブ | この項目は、まだ閲覧者の調べものの参照としては役立たない、人物に関連した書きかけの項目です。この項目を加筆・訂正などしてくださる協力者を求めています（P:人物伝/PJ:人物伝）。 |